# Папська коронація

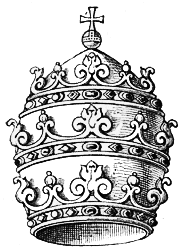
Папська тіара

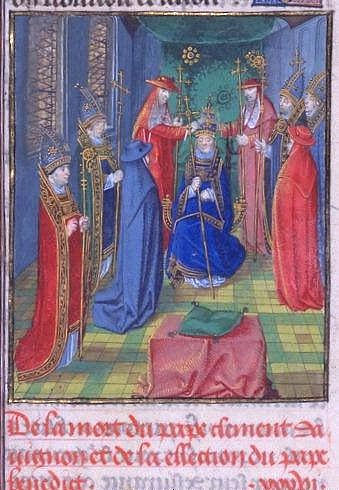
Коронація Бенедикта XIII

Папська Коронація чи коронація папи римського — позначають офіційне прийняття влади папою, під час якої папу коронують тіарою.

## Місце коронації
Якщо нововибраний папа не був єпископом, його освячував на єпископа Кардинал-єпископ Остії. Лише починаючи від папи Івана XXIII повинні всі кардинали бути єпископами.
Перші папські коронації проходили в соборі Святого Івана в Латерано — соборі, де розташовується кафедра папи. Потім традиційно протягом сотень років папські коронації проходили в Соборі Святого Петра, хоча ряд коронацій в період Авіньйонського полону пап (Климента V, Івана XXII, Бенедикта XII, Климента VI, Інокентія VI, Урбана V і Григорія XI, а також двох антипап Климента VII і Бенедикта XIII) проходили в Авіньйоні. У 1800 Пій VII був коронований в базиліці Сан-Джорджо Маджоре бенедиктинского монастиря острова Сан-Джорджо (Венеція), після того, як його попередник Пій VI був змушений піти в тимчасове вигнання в період захоплення Наполеоном Бонапартом Риму.
Всі коронації після 1800 проходили в Римі. У середині XIX століття папи стали знову коронуватися в соборі Святого Івана в Латерано, однак тоді громадська ворожість до папи римського в Римі призвела до того, що церемонії перемістилися назад в безпечніший Собор Святого Петра. Лев XIII був коронований в Сикстинській Капелі, через побоювання, що антиклерикальний натовп міг би напасти на Собор і перервати церемонію. Бенедикт XV також був коронований в Сикстинській Капелі у 1914. Пій XI був коронований на підвищенні перед Високим вівтарем у Соборі Святого Петра. Папи римські Пій IX, Пій XII, Іван XXIII та Павло VI — всі були короновані публічно на балконі базиліки, перед численним натовпом, що зібрався на площі Святого Петра.
На коронації Пія XII у 1939 з'явилося кілька нововведень: вона була першою церемонією такого роду, знятої на кіноплівку, і вперше переданої в прямому ефірі по радіо. Церемонію, яка тривала протягом шести годин, відвідали провідні сановники, включаючи: спадкоємця італійського престолу — принца Умберто п'ємонтського, колишнього царя Болгарії Фердинанда I і колишнього короля Іспанії Альфонса XIII, герцога Норфолка (який представляв короля Великої Британії Георга VI), ірландського прем'єр-міністра Імон де Валера.
Останнім коронованим папою римським був Павло VI, при цьому він припинив носити тіару через кілька тижнів після свого обряду, поклавши її власноруч на вівтар Собору Святого Петра як жест смирення.
Відчувши значну опозицію всередині Римської курії, його наступник Іван Павло І, замість коронації обрав менш формальну Папську інтронізаційнну літургію. Після раптової смерті Івана Павла I, був обраний Іван-Павло II, який відтворив стриману церемонію свого попередника, а не відновив папську коронацію. У своїй проповіді на інтронізаційні літургії він сказав, що Павло VI «залишив своїм наступникам вільно вирішувати» чи носити їм папську тіару.
У 2005 наступник Івана Павла II, Бенедикт XVI розчарував деяких католиків-традиціоналістів, коли він ухвалив рішення не проводити папську коронацію, але замість неї провести церемонію Папської інтронізації.

## Літургія
Літургія з коронуванням проходить у неділю. Під час попередньої перед літургією молитви клянуться кардинали папі у вірності. Вони підходять до папського трону і цілують йому руку. Всі інші присутні єпископи цілують ноги у знак вірності.
Починаючи із 16 століття проходила дальше церемонія Sedia gestatoria при якій папа носив митру. Наприкінці спалюють в присутності вибраних пучок льону із словами: «Sancte Pater, sic transit gloria mundi» (Святий отче, так проходить світова слава).
З цього моменту починається власне понтифікат папи. Після визнання провини сидить новий папа на троні та три найстаріші кардинали беруть його за руки та моляться Super electum Pontificem. Після чого покладає на нього Кардинал-протодиякон паллій.

## Коронація
Після вступу на посаду проходить власне коронація. Вона проходить в ложії св. Бенедикта Собору Святого Петра. Папа сидить на троні оточений Флабеллумами. В нього забирають митру і Кардинал-протодиякон коронує його тіарою, при цьому кажучи: «Accipe tiaram tribus coronis ornatam, et scias te esse Patrem Principum et Regnum, Rectorem Orbis, in terra Vicarium Salvatoris Nostri Jesu Christi, cui est honor et gloria in sæcula sæculorum.» (Візьми тіару прикрашену трьома коронами і знай, що ти є батько князів та царів, володар світу, єпископ нашого спасителя Ісуса Христа на землі, якому честь і слава во віки віків).
Тут говорить папа з тіарою на голові благословення Urbi et Orbi.